# Eric Rush
Eric Rush (ur. 11 lutego 1965 w Kaeo) – nowozelandzki rugbysta, reprezentant kraju w wersji siedmio- i piętnastoosobowej, czterokrotny uczestnik Pucharów Świata, złoty medalista w siódemkach i srebrny w piętnastkach, dwukrotny złoty medalista igrzysk Wspólnoty Narodów, pięciokrotny triumfator IRB Sevens World Series, zwycięzca Pucharu Trzech Narodów, następnie trener, działacz, przedsiębiorca i mówca, z wykształcenia prawnik.

## Kariera sportowa
W młodości prócz rugby uprawiał także boks z sukcesami na arenie krajowej, reprezentował Nową Zelandię w touch rugby i juniorskiej siatkówce.
Po przeprowadzce do Auckland grał w klubie East Tamaki RFC, został także wybrany do zespołu reprezentującego region w National Provincial Championship. Zadebiutował w nim w roku 1986, jednak do roku 1990 zaliczył jedynie trzynaście występów, bowiem jego konkurentami do roli rwacza byli reprezentanci kraju: Michael Jones, Mark Brooke-Cowden i Mark Carter. Od kolejnego sezonu grał dla North Harbour, gdzie w roku 1992 został przestawiony przez Petera Thorburna na pozycję skrzydłowego ataku, na której występował w tym zespole do roku 2000, kiedy to ostatecznie przestał uprawiać tę odmianę sportu. W latach 1996–1998 rozegrał dodatkowo osiemnaście spotkań dla Chiefs w rozgrywkach Super 12. Z North Harbour zwyciężał w New Zealand National Rugby Sevens Tournament.
Już po przejściu na pozycję skrzydłowego otrzymał powołanie do All Blacks. Zadebiutował w niej w towarzyskich meczach podczas tournée do Australii i RPA w roku 1992, a rok później zagrał również w takowych podczas wyprawy do Europy. Na pierwszy testmecz czekał do Pucharu Świata 1995, w którym to zagrał w dwóch meczach, a Nowozelandczycy ulegli w finale gospodarzom. Jeszcze w tym samym roku został wytypowany na mecze w Europie, zaś w roku 1996 prócz czerwcowych testmeczów ze Szkocją wziął udział w inauguracyjnym, zwycięskim Pucharze Trzech Narodów, po czym zakończył reprezentacyjną karierę kolejną wyprawą do RPA. Łącznie zatem w latach 1992–1996 rozegrał dwadzieścia dziewięć spotkań dla nowozelandzkiej reprezentacji, w tym dziewięć testmeczów, grał także w zespole rezerw.
Z uwagi na maoryskie pochodzenie od 1987 roku był także powoływany do drużyny New Zealand Māori, do roku 1991 zaliczył czternaście meczów, w tym podczas wyprawy do Francji i Argentyny, kolejne czternaście zaś po zmianie pozycji, w tym przeciwko British and Irish Lions podczas ich tournée w 1993.
W 1988 po raz pierwszy zagrał w reprezentacji w rugby siedmioosobowym i związany z nią był przez siedemnaście sezonów, także jako kapitan. Wśród sukcesów w tym okresie znalazły się dwa złote medale igrzyska Wspólnoty Narodów (w Kuala Lumpur i Manchesterze), udział w trzech pierwszych Pucharach Świata i zwycięstwo w 2001 (podczas turnieju złamał nogę, jednak Nowozelandczycy, wzmocnieni przez Jonah Lomu, triumfowali ostatecznie w zawodach zdobywając po raz pierwszy Melrose Cup) oraz triumfy w pierwszych pięciu sezonach IRB Sevens World Series. Szesnastokrotnie wystąpił w Hong Kong Sevens, został także wybrany do najlepszej siódemki czterdziestolecia tego turnieju.
Sześciokrotnie został zaproszony do gry dla Barbarians. Karierę sportową zakończył z końcem 2004.

## Kariera pozasportowa
W 1988 roku ukończył studia prawnicze na Uniwersytecie w Auckland i pracował w zawodzie przez siedem lat, do czasu gdy rugby otwarto na zawodowstwo.
Po zakończeniu aktywnej kariery sportowej zajął się również pracą trenerską. Jego pierwszym zespołem był Auckland, z którym czterokrotnie zwyciężał w New Zealand National Rugby Sevens Tournament (w latach 2005, 2006, 2007 i 2008), jednak jedną z edycji musiał opuścić z powodu zakrzepu. Przez kilka lat był asystentem Gordona Tietjensa w reprezentacji kraju siódemek, a w 2006 i w 2016 roku wymieniany był również w gronie kandydatów na jego następcę w roli szkoleniowca All Blacks Sevens. Pracował także m.in. z młodzieżowymi zespołami w Kaeo oraz był działaczem New Zealand Maori Rugby Board.
W 2007 roku zainteresował się branżą supermarketową, przez kilka lat zbierał doświadczenie w prowadzeniu takowego, a od roku 2010 był właścicielem sklepu New World, początkowo w Browns Bay, a następnie w Kaikohe.
Był również cenionym mówcą oraz mistrzem ceremonii na bankietach i konferencjach.

## Varia
- Urodził się w Auckland w rodzinie emigranta z Belfastu[33] i Maoryski[20]. Należał do iwi Ngati Kahu i Ngapuhi[32].
- Żona Raina, piątka dzieci, czwórka synów także uprawia rugby[7][21][34].
- W 1999 roku spowodował wypadek ze skutkiem śmiertelnym, wyrokiem sądu Rush stracił uprawnienia do prowadzenia pojazdów na osiemnaście miesięcy, został zobligowany do przepracowania dwustu godzin prac społecznych oraz do wypłaty ponad piętnastu tysięcy NZD zadośćuczynienia[35].